# Länsväg 254
Länsväg 254 är en primär länsväg som går sträckan mellan Fjärdhundra och Heby i Uppsala län (Uppland). Den utgör på så sätt en genväg mellan riksväg 56 och riksväg 70. I Heby ansluter vägen även till riksväg 72.
Den gamla länsväg 254 gick Fjärdhundra - Heby - Tärnsjö - Kerstinbo - Gysinge - Hedesunda - Finnböle - Hästbo och slutade i Gävle. På senare år flyttades väg 254 från Hedesunda över Främlingshem - Rörberg till Överhärde i Valbo, där den anslöts till Riksväg 80. Vägen från Hedesunda över Finnböle - Hästbo till Gävle döptes då om till länsväg 509.
Merparten av före detta länsväg 254 mellan Heby och Valbo utgörs idag av nuvarande riksväg 56 ("Räta Linjen").
Sträckningen löper på tidstypiskt 1960-talssätt utanför de gamla byklungorna. Längs flera sträckor ligger den historiska 254 (fd 261) kvar, till exempel genom Fröslunda, parallellt med reservflygfältet fram till Kullrarne gård i Hårsbäck och från Sörby norrut till Horrsta. 
Norr om Fjärdhundra passerar vägen Eklunda Gård (th) med dubbla alléer, högt belägna Altuna kyrka (th) Altuna bygdegård vid anslutande väg mot Torstuna. Norr därom Flosta (tv). Sedan följer reservflygfältet som användes som övningsplats för flygvapnets jaktflyg från 1966 till mitten av 1970-talet, därför de täckta dikena. Här har J32 Lansen, J35 Draken och JA 37 Viggen alla landat och startat.
På flygsträckan passeras gränsen mellan Enköpings och Heby kommuner. Norr därom Sör och Norr Hårsbäck med naturreservatet Hårsbäcksdalen och anslutande väg till Vittinge vid riksväg 72. Från Norr Hårsbäck löper vägen på dalkanten med utsikt över Sörby (tv) följd av de relativt välbevarade byklungorna i Ål (tv) och Röcklinge (tv).